# Beisebol nos Jogos Pan-Americanos de 1967
As competições de beisebol nos Jogos Pan-Americanos de 1967 foram realizadas em Winnipeg, Canadá. Esta foi a quinta edição do esporte nos Jogos Pan-Americanos.

## Quadro de medalhas
| Ordem | País               | Medalha de ouro | Medalha de prata | Medalha de bronze | Total |
| ----- | ------------------ | --------------- | ---------------- | ----------------- | ----- |
| 1     | USA Estados Unidos | 1               | 0                | 0                 | 1     |
| 2     | CUB Cuba           | 0               | 1                | 0                 | 1     |
| 3     | PUR Porto Rico     | 0               | 0                | 1                 | 1     |
| Total | Total              | 1               | 1                | 1                 | 3     |

## Medalhistas
| Event     | Ouro               | Prata    | Bronze         |
| --------- | ------------------ | -------- | -------------- |
| Masculino | USA Estados Unidos | CUB Cuba | PUR Porto Rico |